# 亞盧托羅夫斯克
56°40′N 66°18′E / 56.667°N 66.300°E

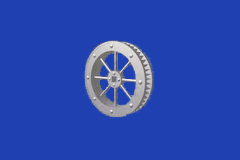
Flag

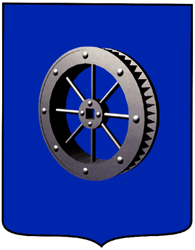
Coat of arms

亞盧托羅夫斯克（俄语：Ялу́торовск）是俄羅斯秋明州西南部的一個城市，位於秋明東南75公里的托博爾河畔。2021年人口38,853人。
亞盧托羅夫斯克於1639年開埠，1782年建市。